# Raphael Coxie
Raphael Coxie (kolem 1540, Mechelen – 1616, Brusel) byl vlámský renesanční malíř známý především svými portréty a historickými malbami.

## Životopis
Podrobnosti o životě a kariéře umělce jsou útržkovité. Jako umělec byl znovuobjeven až v 19. století. Do té doby se umělečtí historici domnívali, že Raphael Coxie je jen jiné jméno pro malíře Michiela Coxieho, jednoho z dalších předních vlámských renesančních malířů, který byl ve své době znám jako „vlámský Raffael“.
Raphael Coxie se pravděpodobně narodil v Mechelenu jako nejstarší syn Michiela Coxieho a jeho první manželky Idy van Hasseltové. Datum narození leží někde mezi rokem 1539, rokem návratu jeho otce z Itálie, a rokem 1543, kdy byl jeho otec zapsán do bruselského cechu svatého Lukáše a kdy prohlásil, že má syna jménem Raphael. Raphael Coxie tvrdil, že dostal křestní jméno kvůli obdivu svého otce k italskému malíři známému pod tímto jménem. Byl to starší bratr Anny a Willema a nevlastní bratr Michiela Coxieho mladšího. “Anna byla sochařkou a později se stala jeptiškou, zatímco Willem a Michiel mladší byli malíři.
Raphael se učil malovat u svého otce. Mistrem v mechelenském cechu svatého Lukáše se stal v roce 1562. Jeho pobyt v Mechelenu je doložen až do osmdesátých let šestnáctého století. Jeho první manželka Jeanne van Bekercke byla pohřbena v Mechelenu v roce 1577 a poté se oženil s Elisabeth Cauthals, která také brzy zemřela. V letech 1581 až 1585 se přestěhoval do Antverp, kde se v roce 1585 stal mistrem místního cechu svatého Lukáše. Tehdy se oženil potřetí. Jeho poslední manželkou byla Anna Jonghelinck. Jejich syn byl pokřtěn v Antverpách 20. ledna 1585.

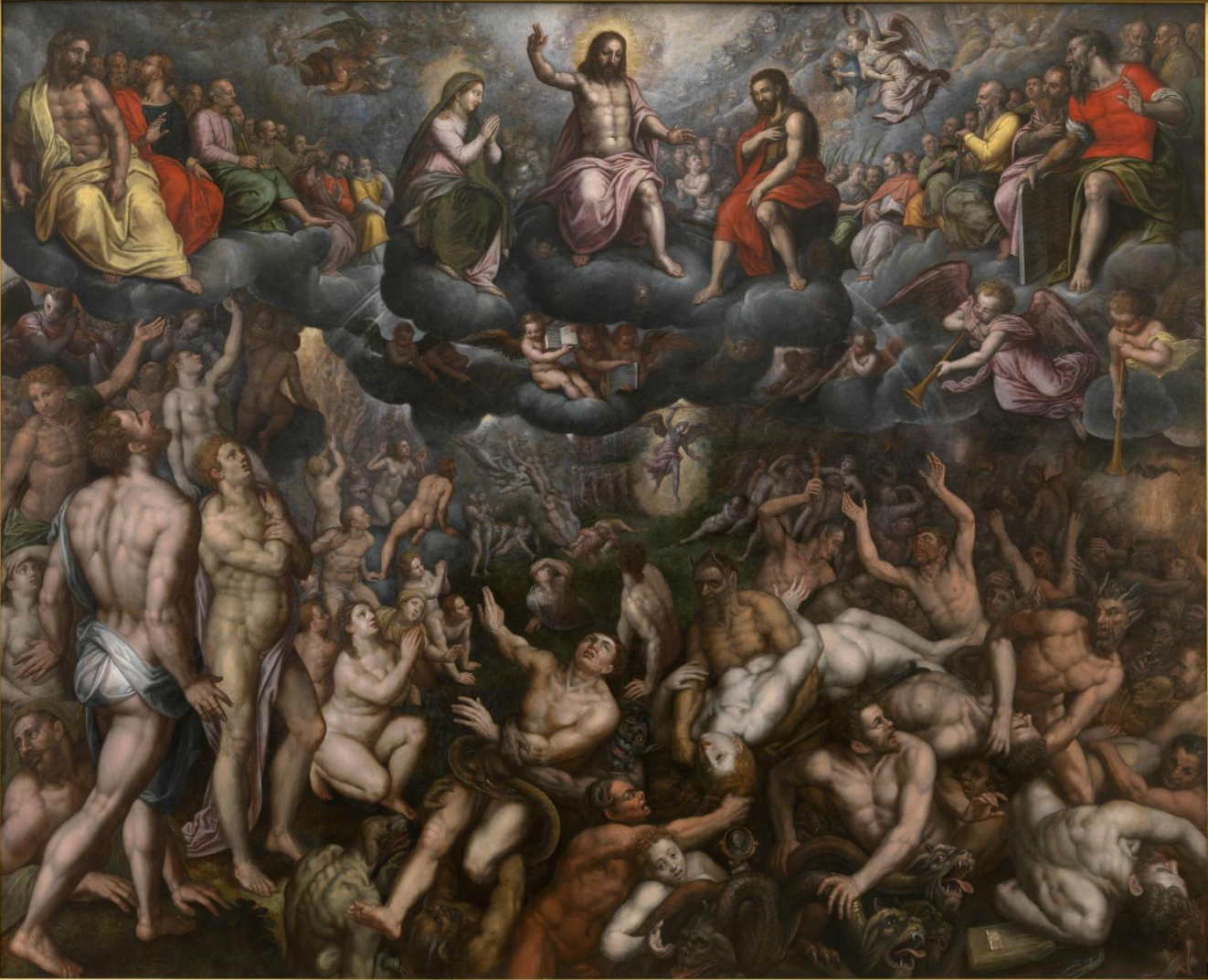
Poslední soud

Raphael byl vášnivým zahradníkem a přítelem vlámského botanika známého pod jménem Carolus Clusius, jemuž zasílal kresby květin, které Clusius používal ve svých vědeckých publikacích. Po pádu Antverp během osmdesátileté války byl roce 1585 pověřen zhotovením obrazu pro retabulum Panny Marie pro cechovní oltář v antverpské katedrále. Obraz vznikl ve spolupráci s Hansem Vredemanem de Vriesem, který byl odpovědný za architektonické prvky kompozice.
Od roku 1586 pracoval v Bruselu, kde se v roce 1605 stal mistrem místního malířského cechu. V letech 1588-89 pobýval v Gentu, kde dostal velkou zakázku: měl namalovat obraz Poslední soud pro zasedací místnost místní radnice. Obraz objednalo místní zastupitelstvo, aby nahradil dílo, jehož autorem byl Cornelis van der Goes a které bylo zničeno během běsnění obrazoborectví - "Beeldenstormu", ikonoklastické zuřivosti. Částka za práci nebyla předem dohodnuta, a když gentští radní nabídli Coxiemu zaplatit částku 1 000 zlatých, Coxie se spoléhal na klauzuli ve smlouvě, že hodnota obrazu bude posouzena mistry nebo jinými osobami znalými těchto záležitostí. Umělci Maerten de Vos, Ambrosius Francken I., Gillis Mostaert a Bernaert de Rijckere byli požádáni, aby si obraz prohlédli. Ti uvedli jeho hodnotu ve výši přibližně 1400 zlatých. Konšelé zaplatili částku 1400 zlatých, ale poté došlo ke konfliktu ohledně vrácení zálohy, kterou obdržel Coxie předem. To vedlo k soudnímu řízení, v němž rozhodl vlámský soud o sedm let později ve prospěch Raphaela Coxieho.
Mezitím v Gentu Coxie zhotovil pro mnichy z opatství Drongen obraz Vzkříšení Krista (Resurrection of Christ), který jim malíř z vděčnosti za jejich pohostinnost daroval. Coxie obdržel od města Brusel roční rentu 50 florinů. Byla to odměna za to, že zůstane k dispozici bruselským výrobcům tapisérií. Je o něm záznam z roku 1597, kdy ve spolupráci s Gilbertem van Veenem vytvořil několik portrétů objednaných španělským Filipem II. Není jisté, zda a kdy byl Coxie jmenován dvorním malířem španělského krále. Někteří autoři uvádějí, že byl jmenován dvorním malířem Filipa II. během jeho pobytu v Mechelenu, jiní uvádějí období po roce 1586, kdy se Coxie přestěhoval do Bruselu.
Coxie se třikrát oženil a měl čtyři děti, z nichž žádné nepokračovalo v kariéře svého otce. Zemřel v Bruselu v roce 1616.
Mezi jeho žáky patřili Jacob van der Gracht, Andries van Baesrode (I) a Jacob van der Heyden. Podle vlámského životopisce Cornelise de Biea byl jeho žákem i Gaspar de Crayer. Pravděpodobně také učil malovat svého nevlastního bratra Michiela II. a svého synovce Michiela III.

## Dílo

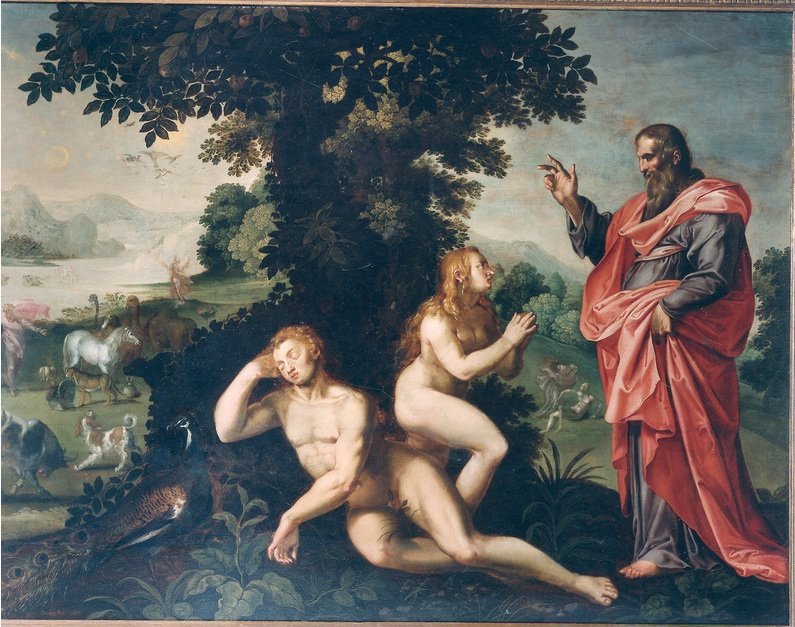
Stvoření Evy

Jeho díla jsou namalována v italském stylu, který mu jeho otec Michiel Coxie představil po svém návratu ze studijního pobytu v Itálii. Protože jeho styl byl blízký stylu jeho otce, řada jeho děl byla v minulosti přičítána jeho otci. Tomuto stylu zůstal věrný, i když se objevoval nový barokní styl. V současné době mu je přičítáno pouze několik obrazů. Ačkoli je známo, že maloval i portréty, žádný portrét se mu v současné době nepřisuzuje.
Jediným dílem, které mu lze s jistotou připsat, je Poslední soud, který namaloval v letech 1588-89 pro městský magistrát v Gentu. Nyní visí v Museum of Fine Arts v Gentu. Kompozice obrazu je zcela tradiční. Kristus sedí na oblaku a je obklopen svatými a anděly. Na levé straně požehnaní klečí, zatímco na pravé straně jsou zatracení zataženi do pekla satyry a příšerami. Obraz obsahuje krčící se postavu inspirovanou sochou Crouching Venus (Krčící se Venuše)od slavného řeckého sochaře Doidalsese. Akty v životní velikosti vlevo dole na panelu připomínají Michelangela, zatímco horní část představující nebe připomíná Raphaelovu práci.
Bonnefanten Museum v Maastrichtu vystavuje Ukřižování (Crucifixion), které je přičítáno Raphaelovi Coxie nebo Gillisovi Mostaertovi. Přičítán mu je také obraz Odpočinek na cestě do Egypta, který zachycuje odpočinek Svaté rodiny během jejího útěku do Egypta. Obraz Stvoření Evy byl prodán v Antverpách dne 30. března 1998. Kompozice je pravděpodobně založena na rytině, kterou vytvořil Cornelis Cort podle obrazu Taddea Zuccerina